# Beir Grassa
Beir Grassa (بير جرسا) – libijski kuter rakietowy z lat 80. XX wieku, jedna z 10 zamówionych przez Libię jednostek typu La Combattante IIG. Okręt został zwodowany 28 czerwca 1979 roku we francuskiej stoczni CMN w Cherbourgu, a do służby w marynarce wojennej Libii wszedł 9 lutego 1982 roku. W 1983 roku nazwę jednostki zmieniono na „Sharara” (شرارة). Jednostka, oznaczona numerami taktycznymi P518 i 518 jest nieaktywna od 2011 roku.

## Projekt i budowa
Kutry rakietowe typu La Combattante IIG zostały zamówione przez Libię we Francji w maju 1977 roku. Łączna wartość kontraktu opiewała na 300 mln £.
„Beir Grassa” zbudowany został w stoczni CMN w Cherbourgu . Stępkę okrętu położono 13 marca 1978 roku, a zwodowany został 28 czerwca 1979 roku .

## Dane taktyczno-techniczne
Okręt był kutrem rakietowym o długości całkowitej 49 metrów (46,2 metra między pionami), szerokości całkowitej 7,1 metra i zanurzeniu 2 metrów . Kadłub jednostki wykonano ze stali, zaś nadbudówkę ze stali stopowej. Wyporność standardowa wynosiła 258 ton, zaś pełna 311 ton . Okręt napędzany był przez cztery 20-cylindrowe silniki wysokoprężne MTU 20V 538 TB91 o łącznej mocy 11,29 MW (15 360 KM), poruszające poprzez wały napędowe czterema śrubami. Maksymalna prędkość jednostki wynosiła 39 węzłów. Zasięg wynosił 1600 Mm przy prędkości 15 węzłów lub 850 Mm przy prędkości 25 węzłów .
Uzbrojenie artyleryjskie jednostki składało się z umieszczonej na dziobie w wieży pojedynczej armaty uniwersalnej OTO Melara Compact kalibru 76 mm L/62 . Masa pocisku wynosiła 6 kg, kąt podniesienia lufy 85°, donośność pozioma 16 000 metrów (12 000 metrów do celów powietrznych), a szybkostrzelność 85 strz./min. Prócz tego na rufie znajdowała się wieża z dwoma działkami przeciwlotniczymi Breda Compact kal. 40 mm L/70 . Kąt podniesienia luf wynosił 85°, waga pocisku 0,96 kg, donośność 12 500 metrów w poziomie i 4000 metrów w pionie, zaś szybkostrzelność od 300 do 450 strz./min.
Uzbrojenie rakietowe stanowiły umieszczone za nadbudówką dwie podwójne wyrzutnie przeciwokrętowych pocisków rakietowych Otomat Mark 1 (okręt przenosił cztery rakiety) . Pocisk rozwijał prędkość 0,9 Ma, masa głowicy bojowej wynosiła 210 kg, zaś maksymalny zasięg 80 km.
Wyposażenie radioelektroniczne obejmowało radar nawigacyjny Decca SMA 3 RM 20, radar dozoru ogólnego Thomson Triton II o zasięgu 33 km i radar kierowania ogniem Thomson Castor IIB o zasięgu 15 km, zintegrowany z systemem kierowania ogniem Thomson Vega II.
Załoga okrętu składała się z 27 oficerów, podoficerów i marynarzy .

## Służba
„Beir Grassa” (بير جرسا) został ukończony w lutym 1981 roku, jednak przekazanie okrętu zamawiającemu zostało opóźnione z powodu embarga nałożonego przez Francję na Libię z powodu jej zbrojnej interwencji w Czadzie. Okręt został przyjęty do służby w marynarce wojennej Libii 9 lutego 1982 roku . Jednostka otrzymała numer taktyczny P518 . W 1983 roku nazwę okrętu zmieniono na „Sharara” (شرارة), a numer burtowy na 518 . Od 2011 roku jednostka jest nieaktywna .